# Towar luzem

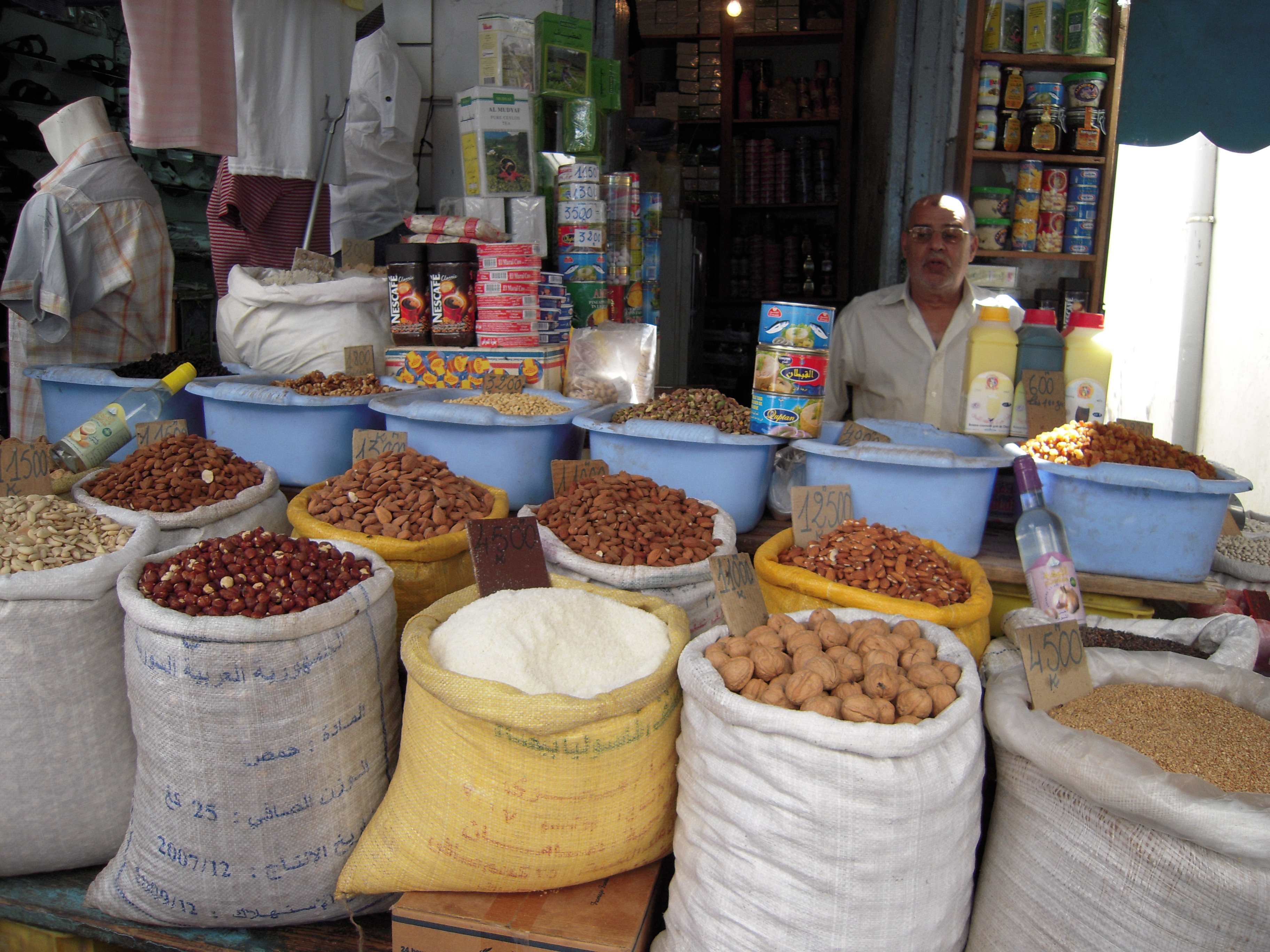
Bakalie luzem na straganie w Tunezji, fot. 2008 r.

Towar luzem – wersja towaru, w której nie jest on jeszcze przygotowany do sprzedaży: zazwyczaj jest bez opakowania lub jest pakowany w wielkogabarytowe opakowanie takie jak worki, skrzynie. W tej wersji trafia do fabryk lub do pakowni, rzadziej do sklepów. Dawniej była to główna forma sprzedaży towarów. Ta forma sprzedaży umożliwia sprzedaż dowolnej ilości towaru np. pół kilograma cukru. W wersji luzem można zakupić np. alkohole, płyty z oprogramowaniem i wiele innych rzeczy.